# Manden fra Lost River
Manden fra Lost River er en amerikansk stumfilm fra 1921 af Frank Lloyd.

## Medvirkende
- House Peters som Jim Barnes
- Fritzi Brunette som Marcia Judd
- Allan Forrest som Arthur Fosdick
- James Gordon som Rossiter
- Monte Collins som Mr. Carson
- Milla Davenport som Mrs. Carson